# スモレンスク (小惑星)
スモレンスク（英語：3213 Smolensk）は、小惑星帯に位置する小惑星。ロシアの天文学者ニコライ・チェルヌイフが発見した。
ロシアの西部にあるドニエプル川沿いの都市、スモレンスクから命名された。